# Подводный хоккей

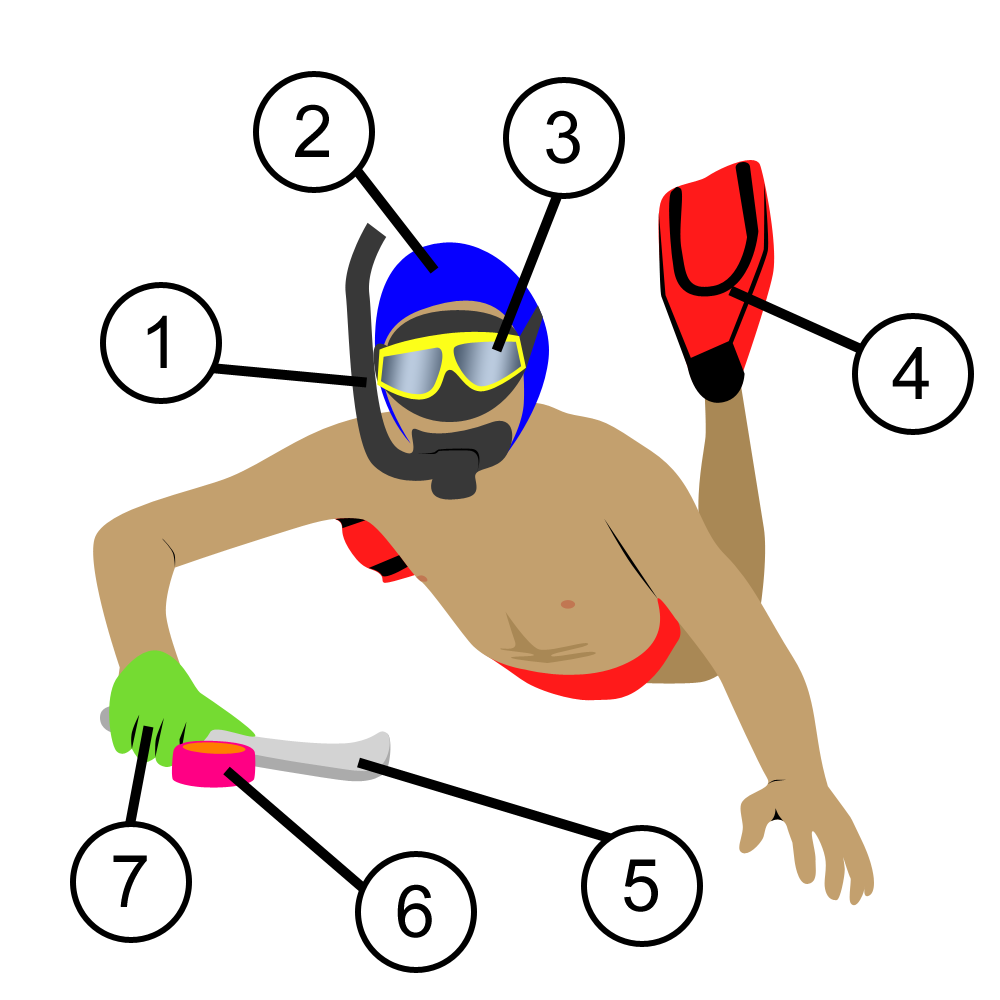
Экипировка игроков: 1 − сноркелинг, 2 − шапочка, 3 − маска, 4 − ласты, 5 − клюшка, 6 − шайба, 7 − перчатка

Подводный хоккей (англ. Underwater Hockey (UWH), в Англии также называется Octopush) — разновидность хоккея, когда команды соревнуются под водой. Этот вид спорта входит в состав Всемирной конфедерации подводной деятельности.
Подводный хоккей возник в Англии в 1954 году, когда Алан Блейк (англ. Alan Blake), владелец только что образованного в приморском курорте Southsea, графство Хэмпшир, Англия, клуба Sub-Aqua Club, придумал игру и назвал её Octopush — с целью сохранения членов клуба, заинтересованных в активном отдыхе в течение зимних месяцев, когда дайвинг в открытом море малопривлекателен. В настоящее время в этот хоккей играют по всему миру, а первый Чемпионат мира по подводному хоккею прошёл в Канаде в 1980 году. В 1984 году был проведён женский Чемпионат мира по этому виду спорта.
В ходе игры, проходящей в бассейне, соревнуются две команды спортсменов, каждая из которых состоит из десяти игроков, экипированных ластами, масками, трубками и клюшками. Шесть игроков участвуют в соревновании, а четверо находятся для замены. Цель игры — забить шайбу, передвигая её клюшкой по дну бассейна к воротам противника. Игра продолжается до тех пор, пока будет забит гол или её остановит рефери (из-за фола, тайм-аута или окончания периода игры). Соревнование состоит из двух периодов длительностью, как правило, десять-пятнадцать минут (на чемпионатах мира — 15 минут) и коротким интервалом для отдыха между периодами, обычно три минуты. Судят игру два рефери в воде (в дайверской экипировке) и один — поверхностный рефери.
Экипировка игроков включает: дыхательную трубку, ватерпольную шапочку, подводную маску, ласты, клюшку, шайбу и перчатки.
Ворота, имеющие ширину 3,36 метра, изготовленные из алюминия либо нержавеющей стали, расположены на дне бассейна с противоположных сторон игрового поля и имеют углубление, в которое должна быть забита шайба. Сзади ворот имеется стенка. Если шайба попадает в неё и отскакивает, не опускаясь в углубление, гол также засчитывается.
Интересно, что существует разновидность подводного хоккея — подлёдный хоккей, соревнование в котором проходит на замёрзшем водоёме или бассейне.

## Галерея

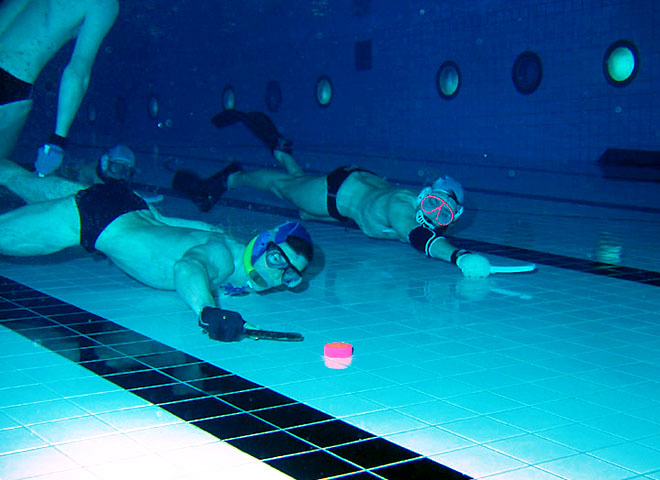
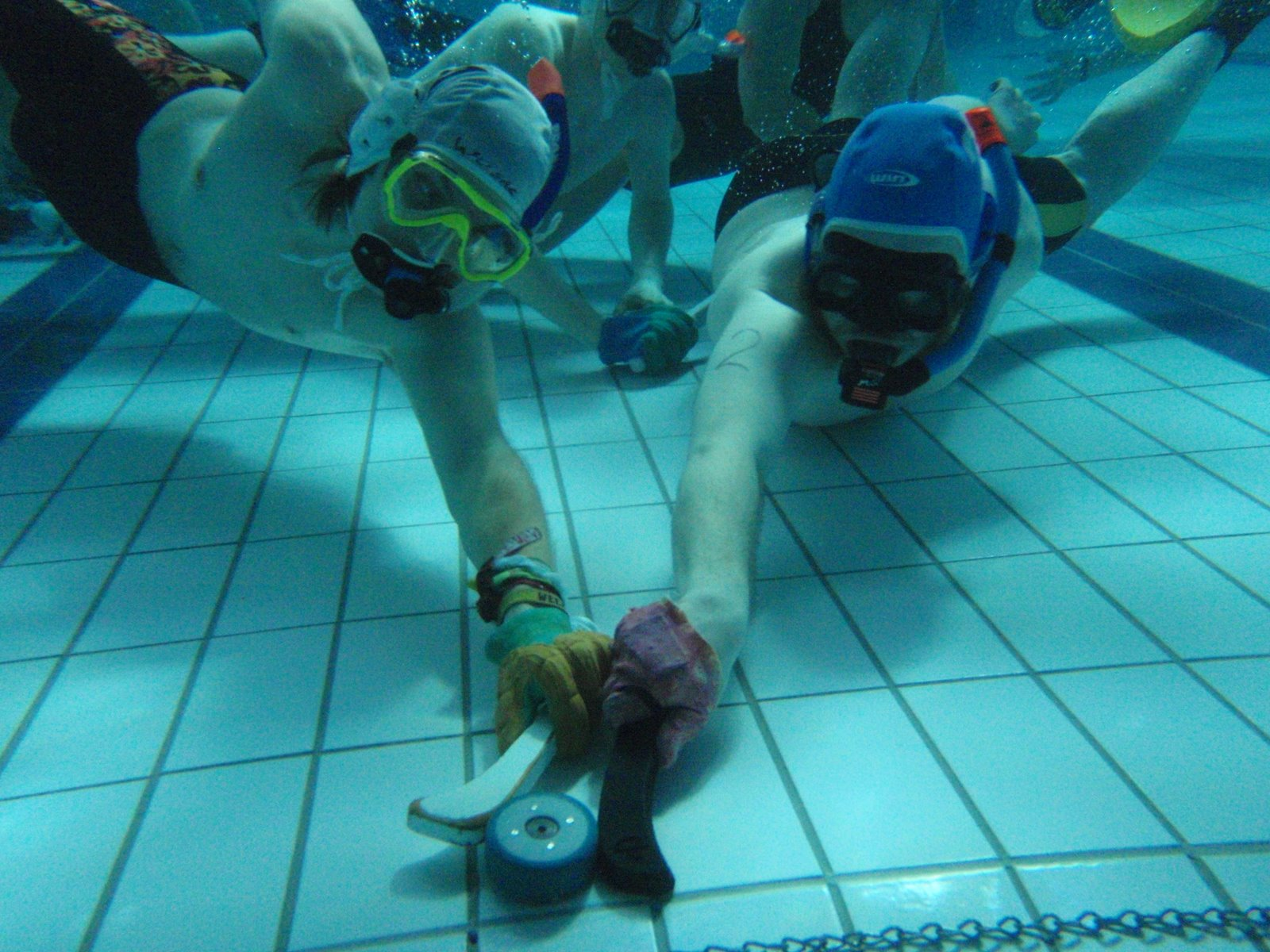